# Grandidierella bonnieroides
Grandidierella bonnieroides is een vlokreeftensoort uit de familie van de Aoridae. De wetenschappelijke naam van de soort is voor het eerst geldig gepubliceerd in 1947 door Stephensen.